# Якушевская (Вожегодский район)
Якушевская — деревня в Вожегодском районе Вологодской области на реке Явенга.
Входит в состав Явенгского сельского поселения, с точки зрения административно-территориального деления — в Явенгский сельсовет.
Расстояние до районного центра Вожеги по автодороге — 22 км, до центра муниципального образования Базы по прямой — 3 км. Ближайшие населённые пункты — Окуловская, Сенкинская, Екимовская.
По переписи 2002 года население — 28 человек (11 мужчин, 17 женщин). Всё население — русские.